# Lothar Kunack
Lothar Kunack (* 6. April 1925; † Dezember 2004) war ein deutscher Fußballspieler, der den wichtigsten Teil seiner Laufbahn bei der BSG Horch/Motor Zwickau verbrachte. Mit der BSG Horch wurde er 1950 erster DDR-Fußballmeister.
Kunack begann seine Fußball-Laufbahn im Männerbereich 21-jährig 1946 bei der Sportgemeinschaft Zwickau-Mitte. Zwischenzeitlich gehörte er in der Saison 1947/48 zu einer Gruppe Zwickauer Fußballspieler um Heinz Satrapa, die als so genannte Zonenspringer bei Hannover 96 engagiert waren. Als 1949 der ostdeutsche Sportausschuss die Oberliga als höchste ostdeutsche Fußballklasse einrichtete, wechselte Kunack von Zwickau-Mitte zur neu gebildeten Betriebssportgemeinschaft (BSG) Horch Zwickau. Mit 23 Punktspieleinsätzen bei 26 absolvierten Partien und sieben Toren hatte der 24-jährige Kunack entscheidenden Anteil am Gewinn der ersten DDR-Meisterschaft der BSG des Zwickauer Automobilwerkes Horch. Bis 1954 gehörte er zum Oberliga-Aufgebot der Zwickauer, die ab 1950 als BSG Motor antraten. Im Laufe von fünf Spielzeiten mit insgesamt 156 Begegnungen absolvierte er 112 Oberligaspiele und erzielte dabei 26 Tore. Als letzten Höhepunkt seiner Zwickauer Laufbahn erlebte er das Endspiel um den DDR-Fußballpokal am 3. Juli 1954. In diesem Spiel, das die Zwickauer mit 1:2 gegen Vorwärts Berlin verloren, spielte er auf der Position des linken Läufers.